# Étricourt-Manancourt
Étricourt-Manancourt is een gemeente in het Franse departement Somme (regio Hauts-de-France) en telt 435 inwoners (2004). De plaats maakt deel uit van het arrondissement Péronne.

## Geografie
De oppervlakte van Étricourt-Manancourt bedraagt 11,0 km², de bevolkingsdichtheid is 39,5 inwoners per km².
De onderstaande kaart toont de ligging van Étricourt-Manancourt met de belangrijkste infrastructuur en aangrenzende gemeenten.

## Demografie
Onderstaande figuur toont het verloop van het inwonertal (bron: INSEE-tellingen).